# Гинці
Ги́нці (болг. Гинци) — село в Софійській області Болгарії. Входить до складу общини Годеч.

## Населення
За даними перепису населення 2011 року у селі проживали 194 особи, усі — болгари.
Розподіл населення за віком у 2011 році:
Динаміка населення: